# Prix littéraire Prince-Pierre-de-Monaco
De prix littéraire Prince-Pierre-de-Monaco (Prins Pierre van Monaco-prijs) werd in het leven geroepen in 1951 om Franstalige schrijvers met een verdienstelijk oeuvre te bekronen. De prijs draagt de naam van Pierre de Polignac (1895-1964), vader van Reinier III van Monaco (1923-2005). Sinds 2005 wordt er ook een kunstprijs uitgereikt. 

## Winnaars van de literaire prijs
- 1951 : Julien Green
- 1952 : Henri Troyat
- 1953 : Jean Giono
- 1954 : Jules Roy
- 1955 : Louise de Vilmorin
- 1956 : Marcel Brion
- 1957 : Hervé Bazin
- 1958 : Jacques Perret
- 1959 : Joseph Kessel
- 1960 : Alexis Curvers
- 1961 : Jean Dutourd
- 1962 : Gilbert Cesbron
- 1963 : Denis de Rougemont
- 1964 : Christian Murciaux
- 1965 : Françoise Mallet-Joris
- 1966 : Maurice Druon
- 1967 : Jean Cassou
- 1968 : Jean Cayrol
- 1969 : Eugène Ionesco
- 1970 : Jean-Jacques Gautier
- 1971 : Antoine Blondin
- 1972 : Marguerite Yourcenar
- 1973 : Paul Guth
- 1974 : Félicien Marceau
- 1975 : François Nourissier
- 1976 : Anne Hébert
- 1977 : Léopold Sédar Senghor
- 1978 : Pierre Gascar
- 1979 : Daniel Boulanger
- 1980 : Marcel Schneider
- 1981 : Jean-Louis Curtis
- 1982 : Christine de Rivoyre
- 1983 : Jacques Laurent
- 1984 : Patrick Modiano
- 1985 : Françoise Sagan
- 1986 : Dominique Fernandez
- 1987 : Yves Berger
- 1988 : Jean Starobinski
- 1989 : Béatrix Beck
- 1990 : Gilles Lapouge
- 1991 : Jean-Marie Rouart
- 1992 : Hector Bianciotti
- 1993 : Paul Guimard
- 1994 : Angelo Rinaldi
- 1995 : Jacques Lacarrière
- 1996 : Jean Raspail
- 1997 : Franz-Olivier Giesbert
- 1998 : Jean-Marie Gustave Le Clézio
- 1999 : Pierre Combescot
- 2000 : Pascal Quignard
- 2001 : Diane de Margerie
- 2002 : Marie-Claire Blais
- 2003 : Philippe Jaccottet
- 2004 : Philippe Beaussant
- 2005 : Andreï Makine
- 2006 : Philippe Sollers
- 2007 : Jacques-Pierre Amette
- 2008 : Jérôme Garcin
- 2009 : Pierre Mertens
- 2010 : Dominique Bona
- 2011 : Pierre Assouline
- 2012 : Jean-Paul Kaufmann
- 2013 : Alain Mabanckou
- 2014 : Éric Neuhoff
- 2015 : Chantal Thomas
- 2016 : Adonis
- 2017 : Michel Tremblay

## Winnaars van de kunstprijs
- Saadane Afif
- Didier Marcel